# HD 28459
HD 28459，又名BD+32 806，SAO 57269、HR 1419，是一颗恒星，视星等为6.21，位于銀經167.52，銀緯-10.85，其B1900.0坐标为赤經4h 24m 13.1s，赤緯+32° -10.85′ 22″。